# Argentina en la Copa América 2021
La selección de Argentina fue uno de los diez equipos participantes en la Copa América 2021, torneo continental que se llevó a cabo del 13 de junio al 10 de julio en Brasil, luego de que la Conmebol suspendiera la realización en Argentina y Colombia.
Fue la cuadragésima tercera participación de Argentina, que formó parte del Grupo A, junto a Bolivia, Chile, Paraguay y Uruguay.

## Preparación

### Partidos previos
| Fecha                    | Lugar               | Competencia   |           | Resultado |           |
| ------------------------ | ------------------- | ------------- | --------- | --------- | --------- |
| 5 de septiembre de 2019  | Los Ángeles         | Amistoso      | Chile     | 0:0 (0:0) | Argentina |
| 10 de septiembre de 2019 | San Antonio         | Amistoso      | Argentina | 4:0 (4:0) | México    |
| 9 de octubre de 2019     | Dortmund            | Amistoso      | Alemania  | 2:2 (2:0) | Argentina |
| 13 de octubre de 2019    | Elche               | Amistoso      | Ecuador   | 1:6 (0:3) | Argentina |
| 15 de noviembre de 2019  | Riad                | Amistoso      | Brasil    | 0:1 (0:1) | Argentina |
| 18 de noviembre de 2019  | Tel Aviv            | Amistoso      | Argentina | 2:2 (0:1) | Uruguay   |
| 8 de octubre de 2020     | Buenos Aires        | Eliminatorias | Argentina | 1:0 (1:0) | Ecuador   |
| 13 de octubre de 2020    | La Paz              | Eliminatorias | Bolivia   | 1:2 (1:1) | Argentina |
| 12 de noviembre de 2020  | Buenos Aires        | Eliminatorias | Argentina | 1:1 (1:1) | Paraguay  |
| 17 de noviembre de 2020  | Lima                | Eliminatorias | Perú      | 0:2 (0:2) | Argentina |
| 3 de junio de 2021       | Santiago del Estero | Eliminatorias | Argentina | 1:1 (1:1) | Chile     |
| 8 de junio de 2021       | Barranquilla        | Eliminatorias | Colombia  | 2:2 (0:2) | Argentina |

#### Chile vs. Argentina
| 5 de septiembre de 2019 | Chile | 0:0     | Argentina | Memorial Coliseum, Los Ángeles                                    |                                                                   |
| 19:30 (UTC-7)           |       | Reporte |           | Asistencia: Sin datos sobre espectadores Árbitro(s): Jair Marrufo | Asistencia: Sin datos sobre espectadores Árbitro(s): Jair Marrufo |

| Uniformes | Uniformes |
| --------- | --------- |
|           |           |

#### Argentina vs. México
| 10 de septiembre de 2019 | Argentina                                       | 4:0 (4:0) | México | Alamodome, San Antonio                                    |                                                           |
| 21:00 (UTC-5)            | La. Martínez 17', 22', 39' · Paredes 33' (pen.) | Reporte   |        | Asistencia: 56 511 espectadores Árbitro(s): Said Martínez | Asistencia: 56 511 espectadores Árbitro(s): Said Martínez |

| Uniformes | Uniformes |
| --------- | --------- |
|           |           |

#### Alemania vs. Argentina
| 9 de octubre de 2019 | Alemania                 | 2:2 (2:0) | Argentina                | Signal Iduna Park, Dortmund                                |                                                            |
| 20:45 (UTC+2)        | Gnabry 15' · Havertz 22' | Reporte   | Alario 66' · Ocampos 85' | Asistencia: 45 197 espectadores Árbitro(s): Clément Turpin | Asistencia: 45 197 espectadores Árbitro(s): Clément Turpin |

| Uniformes | Uniformes |
| --------- | --------- |
|           |           |

#### Ecuador vs. Argentina
| 13 de octubre de 2019 | Ecuador  | 1:6 (0:3) | Argentina                                                                                          | Estadio Martínez Valero, Alicante                                 |                                                                   |
| 16:00 (UTC+2)         | Mena 49' | Reporte   | Alario 20' · Espinoza 27' (a.g.) · Paredes 32' (pen.) · Pezzella 66' · Domínguez 82' · Ocampos 86' | Asistencia: Sin datos sobre espectadores Árbitro(s): Luca Barbeno | Asistencia: Sin datos sobre espectadores Árbitro(s): Luca Barbeno |

| Uniformes | Uniformes |
| --------- | --------- |
|           |           |

#### Brasil vs. Argentina
| 15 de noviembre de 2019 | Brasil | 0:1 (0:1) | Argentina | King Saud University Stadium, Riad                         |                                                            |
| 20:00 (UTC+3)           |        | Reporte   | Messi 13' | Asistencia: 22 541 espectadores Árbitro(s): Matthew Conger | Asistencia: 22 541 espectadores Árbitro(s): Matthew Conger |

| Uniformes | Uniformes |
| --------- | --------- |
|           |           |

#### Argentina vs. Uruguay
| 18 de noviembre de 2019 | Argentina                       | 2:2 (0:1) | Uruguay                 | Estadio de Bloomfield, Tel Aviv                                       |                                                                       |
| 21:00 (UTC+2)           | Agüero 63' · Messi 90+1' (pen.) | Reporte   | Cavani 34' · Suárez 68' | Asistencia: Sin datos sobre espectadores Árbitro(s): Roi Reinshreiber | Asistencia: Sin datos sobre espectadores Árbitro(s): Roi Reinshreiber |

| Uniformes | Uniformes |
| --------- | --------- |
|           |           |

#### Argentina vs. Ecuador
| 8 de octubre de 2020 | Argentina        | 1:0 (1:0) | Ecuador | La Bombonera, Buenos Aires                                               |                                                                          |
| 21:30 (UTC-3)        | Messi 13' (pen.) | Reporte   |         | Asistencia: 0 espectadores Árbitro(s): Roberto Tobar VAR: Cristian Garay | Asistencia: 0 espectadores Árbitro(s): Roberto Tobar VAR: Cristian Garay |

| Uniformes | Uniformes |
| --------- | --------- |
|           |           |

#### Bolivia vs. Argentina
| 13 de octubre de 2020 | Bolivia     | 1:2 (1:1) | Argentina                    | Estadio Hernando Siles, La Paz                                         |                                                                        |
| 16:00 (UTC-4)         | Martins 24' | Reporte   | L. Martínez 45' · Correa 79' | Asistencia: 0 espectadores Árbitro(s): Diego Haro VAR: Víctor Carrillo | Asistencia: 0 espectadores Árbitro(s): Diego Haro VAR: Víctor Carrillo |

| Uniformes | Uniformes |
| --------- | --------- |
|           |           |

#### Argentina vs. Paraguay
| 12 de noviembre de 2020 | Argentina    | 1:1 (1:1) | Paraguay             | La Bombonera, Buenos Aires                                            |                                                                       |
| 21:00 (UTC-3)           | González 41' | Reporte   | Á. Romero 22' (pen.) | Asistencia: 0 espectadores Árbitro(s): Raphael Claus VAR: Bruno Arleu | Asistencia: 0 espectadores Árbitro(s): Raphael Claus VAR: Bruno Arleu |

| Uniformes | Uniformes |
| --------- | --------- |
|           |           |

#### Perú vs. Argentina
| 17 de noviembre de 2020 | Perú | 0:2 (0:2) | Argentina                      | Estadio Nacional, Lima                                                 |                                                                        |
| 19:30 (UTC-5)           |      | Reporte   | González 17' · L. Martínez 28' | Asistencia: 0 espectadores Árbitro(s): Wilmar Roldán VAR: Andrés Rojas | Asistencia: 0 espectadores Árbitro(s): Wilmar Roldán VAR: Andrés Rojas |

| Uniformes | Uniformes |
| --------- | --------- |
|           |           |

#### Argentina vs. Chile
| 3 de junio de 2021 | Argentina        | 1:1 (1:1) | Chile       | Estadio Único, Santiago del Estero                                           |                                                                              |
| 21:00 (UTC-3)      | Messi 24' (pen.) | Reporte   | Sánchez 36' | Asistencia: 0 espectadores Árbitro(s): Jesús Valenzuela VAR: Leodán González | Asistencia: 0 espectadores Árbitro(s): Jesús Valenzuela VAR: Leodán González |

| Uniformes | Uniformes |
| --------- | --------- |
|           |           |

#### Colombia vs. Argentina
| 8 de junio de 2021 | Colombia                        | 2:2 (0:2) | Argentina              | Estadio Metropolitano, Barranquilla                                           |                                                                               |
| 18:00 (UTC-5)      | Muriel 51' (pen.) · Borja 90+4' | Reporte   | Romero 3' · Paredes 8' | Asistencia: 10 000 espectadores Árbitro(s): Roberto Tobar VAR: Julio Bascuñán | Asistencia: 10 000 espectadores Árbitro(s): Roberto Tobar VAR: Julio Bascuñán |

| Uniformes | Uniformes |
| --------- | --------- |
|           |           |

## Uniforme

### Oficial
| Opción 1 | Opción 2 | Opción 3 | Opción 4 | Opción 5 | Opción 6 | Opción 7 | Opción 8 | Opción 9 |

### Alternativo
| Opción 1 | Opción 2 | Opción 3 | Opción 4 | Opción 5 | Opción 6 | Opción 7 | Opción 8 | Opción 9 |

### Portero
| Opción 1 | Opción 2 | Opción 3 |

### Entrenamiento
|  |

### Cuerpo técnico
|  |

## Plantel

### Lista preliminar
| N.º |                                         | Nombre             | Posición       | Edad    | PJ | G | Equipo           |
| --- | --------------------------------------- | ------------------ | -------------- | ------- | -- | - | ---------------- |
| -   | Bandera de la Provincia de Buenos Aires | Juan Foyth         | Defensa        | 23 años | 13 | 0 | Villarreal       |
| -   | Bandera de la Provincia de Tucumán      | José Luis Palomino | Defensa        | 31 años | 0  | 0 | Atalanta         |
| -   | Bandera de la Provincia de Buenos Aires | Emiliano Buendía   | Centrocampista | 24 años | 0  | 0 | Aston Villa      |
| -   | Bandera de la Provincia de Buenos Aires | Lucas Ocampos      | Delantero      | 26 años | 2  | 2 | Sevilla          |
| -   | Bandera de la Provincia de Santa Fe     | Lucas Alario       | Delantero      | 28 años | 9  | 3 | Bayer Leverkusen |

### Lista final
La lista definitiva fue anunciada el 10 de junio.
| N.º |                                         | Nombre                | Posición       | Edad    | PJ  | G  | Equipo              | Equipo de debut         |
| --- | --------------------------------------- | --------------------- | -------------- | ------- | --- | -- | ------------------- | ----------------------- |
| 1   | Bandera de la Provincia de Santa Fe     | Franco Armani         | Guardameta     | 34 años | 14  | 0  | River Plate         | Ferro Carril Oeste      |
| 12  | Bandera de la Provincia de Buenos Aires | Agustín Marchesín     | Guardameta     | 33 años | 8   | 0  | Porto               | Lanús                   |
| 23  | Bandera de la Provincia de Buenos Aires | Emiliano Martínez     | Guardameta     | 28 años | 2   | 0  | Aston Villa         | Oxford United           |
| 28  | Bandera de la Provincia de Buenos Aires | Juan Musso            | Guardameta     | 27 años | 1   | 0  | Udinese             | Racing Club             |
| 2   | Bandera de la Provincia de Buenos Aires | Lucas Martínez Quarta | Defensa        | 25 años | 5   | 0  | Fiorentina          | River Plate             |
| 3   | Bandera de la Provincia de Buenos Aires | Nicolás Tagliafico    | Defensa        | 28 años | 31  | 0  | Ajax                | Banfield                |
| 4   | Bandera de la Provincia de Buenos Aires | Gonzalo Montiel       | Defensa        | 24 años | 6   | 0  | River Plate         | River Plate             |
| 6   | Bandera de la Provincia de Buenos Aires | Germán Pezzella       | Defensa        | 29 años | 18  | 2  | Fiorentina          | River Plate             |
| 8   | Bandera de la Provincia del Neuquén     | Marcos Acuña          | Defensa        | 29 años | 30  | 1  | Sevilla             | Ferro Carril Oeste      |
| 13  | Bandera de la Provincia de Córdoba      | Cristian Romero       | Defensa        | 23 años | 2   | 1  | Atalanta            | Belgrano de Córdoba     |
| 19  | Bandera de la Ciudad de Buenos Aires    | Nicolás Otamendi      | Defensa        | 33 años | 77  | 4  | Benfica             | Vélez Sarsfield         |
| 25  | Bandera de la Provincia de Entre Ríos   | Lisandro Martínez     | Defensa        | 23 años | 0   | 0  | Ajax                | Newell's Old Boys       |
| 26  | Bandera de la Provincia de Córdoba      | Nahuel Molina         | Defensa        | 23 años | 0   | 0  | Udinese             | Boca Juniors            |
| 5   | Bandera de la Provincia de Buenos Aires | Leandro Paredes       | Centrocampista | 26 años | 32  | 4  | Paris Saint-Germain | Boca Juniors            |
| 7   | Bandera de la Provincia de Buenos Aires | Rodrigo de Paul       | Centrocampista | 27 años | 26  | 0  | Udinese             | Racing Club             |
| 14  | Bandera de la Provincia de Tucumán      | Exequiel Palacios     | Centrocampista | 22 años | 10  | 0  | Bayer Leverkusen    | River Plate             |
| 17  | Bandera de la Provincia de Buenos Aires | Nicolás Domínguez     | Centrocampista | 22 años | 9   | 1  | Bologna             | Vélez Sarsfield         |
| 18  | Bandera de la Provincia de Buenos Aires | Guido Rodríguez       | Centrocampista | 27 años | 10  | 0  | Real Betis          | River Plate             |
| 20  | Bandera de la Provincia de Santa Fe     | Giovani Lo Celso      | Centrocampista | 25 años | 25  | 2  | Tottenham Hotspur   | Rosario Central         |
| 24  | Bandera de la Ciudad de Buenos Aires    | Alejandro Gómez       | Centrocampista | 33 años | 4   | 0  | Sevilla             | Arsenal                 |
| 9   | Bandera de la Ciudad de Buenos Aires    | Sergio Agüero         | Delantero      | 32 años | 102 | 42 | Manchester City     | Independiente           |
| 10  | Bandera de la Provincia de Santa Fe     | Lionel Messi          | Delantero      | 33 años | 143 | 75 | Barcelona           | Barcelona               |
| 11  | Bandera de la Provincia de Santa Fe     | Ángel Di María        | Delantero      | 33 años | 108 | 20 | Paris Saint-Germain | Rosario Central         |
| 15  | Bandera de la Provincia de Buenos Aires | Nicolás González      | Delantero      | 23 años | 6   | 2  | Stuttgart           | Argentinos Juniors      |
| 16  | Bandera de la Provincia de Tucumán      | Joaquín Correa        | Delantero      | 26 años | 7   | 2  | Lazio               | Estudiantes de La Plata |
| 21  | Bandera de la Provincia de Santa Fe     | Ángel Correa          | Delantero      | 26 años | 14  | 2  | Atlético de Madrid  | San Lorenzo             |
| 22  | Bandera de la Provincia de Buenos Aires | Lautaro Martínez      | Delantero      | 23 años | 26  | 12 | Internazionale      | Racing Club             |
| 27  | Bandera de la Provincia de Córdoba      | Julián Álvarez        | Delantero      | 21 años | 0   | 0  | River Plate         | River Plate             |
|     | Bandera de la Provincia de Santa Fe     | Lionel Scaloni        | Entrenador     | 43 años |     |    |                     |                         |

#### Jugadores por liga
| Liga             | Jugadores aportados |
| ---------------- | ------------------- |
| Serie A          | 9                   |
| La Liga          | 5                   |
| Liga Profesional | 3                   |
| Premier League   | 3                   |
| Bundesliga       | 2                   |
| Eredivisie       | 2                   |
| Ligue 1          | 2                   |
| Primeira Liga    | 2                   |

#### Jugadores por provincia
| Provincia       | Jugadores aportados |
| --------------- | ------------------- |
| Buenos Aires    | 13                  |
| Santa Fe        | 5                   |
| Capital Federal | 3                   |
| Córdoba         | 3                   |
| Tucumán         | 2                   |
| Entre Ríos      | 1                   |
| Neuquén         | 1                   |

## Participación

### Partidos
| Fecha       | Lugar          | Instancia        |           | Resultado          |           |
| ----------- | -------------- | ---------------- | --------- | ------------------ | --------- |
| 14 de junio | Río de Janeiro | Fase de grupos   | Argentina | 1:1 (1:0)          | Chile     |
| 18 de junio | Brasilia       | Fase de grupos   | Argentina | 1:0 (1:0)          | Uruguay   |
| 21 de junio | Brasilia       | Fase de grupos   | Argentina | 1:0 (1:0)          | Paraguay  |
| 28 de junio | Cuiabá         | Fase de grupos   | Bolivia   | 1:4 (0:3)          | Argentina |
| 3 de julio  | Goiânia        | Cuartos de final | Argentina | 3:0 (1:0)          | Ecuador   |
| 6 de julio  | Brasilia       | Semifinal        | Argentina | 1:1 (1:0) (3:2 p.) | Colombia  |
| 10 de julio | Río de Janeiro | Final            | Argentina | 1:0 (1:0)          | Brasil    |

### Primera fase - Grupo A
| Selección | Pts | PJ | PG | PE | PP | GF | GC | Dif |
| --------- | --- | -- | -- | -- | -- | -- | -- | --- |
| Argentina | 10  | 4  | 3  | 1  | 0  | 7  | 2  | 5   |
| Uruguay   | 7   | 4  | 2  | 1  | 1  | 4  | 2  | 2   |
| Paraguay  | 6   | 4  | 2  | 0  | 2  | 5  | 3  | 2   |
| Chile     | 5   | 4  | 1  | 2  | 1  | 3  | 4  | –1  |
| Bolivia   | 0   | 4  | 0  | 0  | 4  | 2  | 10 | –8  |

|  | Clasificados a los cuartos de final. |

#### Argentina vs. Chile
| Jornada 1; 14 de junio | Argentina | 1:1 (1:0) | Chile      | Estadio Olímpico Nilton Santos, Río de Janeiro                          |                                                                         |
| 18:00 (UTC-3)          | Messi 32' | Reporte   | Vargas 57' | Asistencia: Sin espectadores Árbitro(s): Wilmar Roldán VAR: Jhon Ospina | Asistencia: Sin espectadores Árbitro(s): Wilmar Roldán VAR: Jhon Ospina |

| 23         | Guardameta     | Emiliano Martínez     |     |
| 4          | Defensa        | Gonzalo Montiel       | 85' |
| 2          | Defensa        | Lucas Martínez Quarta |     |
| 19         | Defensa        | Nicolás Otamendi      |     |
| 3          | Defensa        | Nicolás Tagliafico    |     |
| 7          | Centrocampista | Rodrigo de Paul       |     |
| 5          | Centrocampista | Leandro Paredes       | 68' |
| 20         | Centrocampista | Giovani Lo Celso      | 67' |
| 10         | Delantero      | Lionel Messi          |     |
| 22         | Delantero      | Lautaro Martínez      | 80' |
| 15         | Delantero      | Nicolás González      | 80' |
| Entrenador | Entrenador     | Lionel Scaloni        |     |

| 1          | Guardameta     | Claudio Bravo     |       |
| 4          | Defensa        | Mauricio Isla     |       |
| 17         | Defensa        | Gary Medel        | 84'   |
| 5          | Defensa        | Guillermo Maripán |       |
| 2          | Defensa        | Eugenio Mena      |       |
| 8          | Centrocampista | Arturo Vidal      | 85'   |
| 13         | Centrocampista | Erick Pulgar      |       |
| 20         | Centrocampista | Charles Aránguiz  |       |
| 9          | Delantero      | Jean Meneses      | 90+3' |
| 21         | Delantero      | Carlos Palacios   | 77'   |
| 11         | Delantero      | Eduardo Vargas    | 77'   |
| Entrenador | Entrenador     | Martín Lasarte    |       |

| 11 | Delantero      | Ángel Di María    | 67' |
| 14 | Centrocampista | Exequiel Palacios | 68' |
| 16 | Delantero      | Joaquín Correa    | 80' |
| 9  | Delantero      | Sergio Agüero     | 80' |
| 26 | Defensa        | Nahuel Molina     | 85' |

| 22 | Delantero      | Ben Brereton   | 77'   |
| 7  | Centrocampista | César Pinares  | 77'   |
| 5  | Defensa        | Enzo Roco      | 84'   |
| 19 | Centrocampista | Tomás Alarcón  | 85'   |
| 14 | Centrocampista | Pablo Galdames | 90+3' |

| Anotado | 33' | Lionel Messi | 1:0 |

| Anotado | 57' | Eduardo Vargas | 1:1 |

| Amonestado | 30' | Lucas Martínez Quarta |
| Amonestado | 62' | Lautaro Martínez      |

| Amonestado | 25' | Mauricio Isla |
| Amonestado | 32' | Erick Pulgar  |
| Amonestado | 35' | Arturo Vidal  |

| Árbitro             | Wilmar Roldán     |
| Árbitros asistentes | Alexander Guzmán  |
| Árbitros asistentes | Jhon León         |
| Cuarto árbitro      | Alexis Herrera    |
| VAR                 | Jhon Ospina       |
| Adicional VAR       | Christian Lescano |
| Asesor de árbitros  | Roberto Perassi   |

| 23         | Guardameta     | Emiliano Martínez     |     |
| 4          | Defensa        | Gonzalo Montiel       | 85' |
| 2          | Defensa        | Lucas Martínez Quarta |     |
| 19         | Defensa        | Nicolás Otamendi      |     |
| 3          | Defensa        | Nicolás Tagliafico    |     |
| 7          | Centrocampista | Rodrigo de Paul       |     |
| 5          | Centrocampista | Leandro Paredes       | 68' |
| 20         | Centrocampista | Giovani Lo Celso      | 67' |
| 10         | Delantero      | Lionel Messi          |     |
| 22         | Delantero      | Lautaro Martínez      | 80' |
| 15         | Delantero      | Nicolás González      | 80' |
| Entrenador | Entrenador     | Lionel Scaloni        |     |

| 1          | Guardameta     | Claudio Bravo     |       |
| 4          | Defensa        | Mauricio Isla     |       |
| 17         | Defensa        | Gary Medel        | 84'   |
| 5          | Defensa        | Guillermo Maripán |       |
| 2          | Defensa        | Eugenio Mena      |       |
| 8          | Centrocampista | Arturo Vidal      | 85'   |
| 13         | Centrocampista | Erick Pulgar      |       |
| 20         | Centrocampista | Charles Aránguiz  |       |
| 9          | Delantero      | Jean Meneses      | 90+3' |
| 21         | Delantero      | Carlos Palacios   | 77'   |
| 11         | Delantero      | Eduardo Vargas    | 77'   |
| Entrenador | Entrenador     | Martín Lasarte    |       |

| 11 | Delantero      | Ángel Di María    | 67' |
| 14 | Centrocampista | Exequiel Palacios | 68' |
| 16 | Delantero      | Joaquín Correa    | 80' |
| 9  | Delantero      | Sergio Agüero     | 80' |
| 26 | Defensa        | Nahuel Molina     | 85' |

| 22 | Delantero      | Ben Brereton   | 77'   |
| 7  | Centrocampista | César Pinares  | 77'   |
| 5  | Defensa        | Enzo Roco      | 84'   |
| 19 | Centrocampista | Tomás Alarcón  | 85'   |
| 14 | Centrocampista | Pablo Galdames | 90+3' |

| Anotado | 33' | Lionel Messi | 1:0 |

| Anotado | 57' | Eduardo Vargas | 1:1 |

| Amonestado | 30' | Lucas Martínez Quarta |
| Amonestado | 62' | Lautaro Martínez      |

| Amonestado | 25' | Mauricio Isla |
| Amonestado | 32' | Erick Pulgar  |
| Amonestado | 35' | Arturo Vidal  |

| Árbitro             | Wilmar Roldán     |
| Árbitros asistentes | Alexander Guzmán  |
| Árbitros asistentes | Jhon León         |
| Cuarto árbitro      | Alexis Herrera    |
| VAR                 | Jhon Ospina       |
| Adicional VAR       | Christian Lescano |
| Asesor de árbitros  | Roberto Perassi   |

| Estadísticas      | Bandera de Argentina | Bandera de Chile |
| Tiros             | 18                   | 5                |
| Tiros a puerta    | 5                    | 4                |
| Faltas            | 14                   | 19               |
| Saques de esquina | 7                    | 1                |
| Penaltis          | 0                    | 1                |
| Fueras de juego   | 2                    | 7                |
| Posesión de balón | 48%                  | 52%              |

#### Argentina vs. Uruguay
| Jornada 2; 18 de junio | Argentina     | 1:0 (1:0) | Uruguay | Estadio Nacional, Brasilia                                                |                                                                           |
| 21:00 (UTC-3)          | Rodríguez 13' | Reporte   |         | Asistencia: Sin espectadores Árbitro(s): Wilton Sampaio VAR: Wagner Reway | Asistencia: Sin espectadores Árbitro(s): Wilton Sampaio VAR: Wagner Reway |

| 23         | Guardameta     | Emiliano Martínez |       |
| 26         | Defensa        | Nahuel Molina     |       |
| 13         | Defensa        | Cristian Romero   |       |
| 19         | Defensa        | Nicolás Otamendi  |       |
| 8          | Defensa        | Marcos Acuña      |       |
| 7          | Centrocampista | Rodrigo de Paul   | 90+3' |
| 18         | Centrocampista | Guido Rodríguez   |       |
| 20         | Centrocampista | Giovani Lo Celso  | 52'   |
| 10         | Delantero      | Lionel Messi      |       |
| 22         | Delantero      | Lautaro Martínez  | 52'   |
| 15         | Delantero      | Nicolás González  | 70'   |
| Entrenador | Entrenador     | Lionel Scaloni    |       |

| 1          | Guardameta     | Fernando Muslera   |     |
| 13         | Defensa        | Giovanni González  | 70' |
| 2          | Defensa        | José María Giménez |     |
| 3          | Defensa        | Diego Godín        |     |
| 17         | Defensa        | Matías Viña        |     |
| 15         | Centrocampista | Federico Valverde  | 84' |
| 6          | Centrocampista | Rodrigo Bentancur  | 46' |
| 14         | Centrocampista | Lucas Torreira     | 64' |
| 7          | Centrocampista | Nicolás de la Cruz | 65' |
| 9          | Delantero      | Luis Suárez        |     |
| 21         | Delantero      | Edinson Cavani     |     |
| Entrenador | Entrenador     | Óscar Tabárez      |     |

| 16 | Delantero      | Joaquín Correa    | 52'   |
| 14 | Centrocampista | Exequiel Palacios | 52'   |
| 11 | Delantero      | Ángel Di María    | 70'   |
| 6  | Centrocampista | Germán Pezzella   | 90+3' |

| 8  | Centrocampista | Nahitan Nández     | 46' |
| 5  | Centrocampista | Matías Vecino      | 64' |
| 26 | Delantero      | Brian Ocampo       | 65' |
| 25 | Centrocampista | Facundo Torres     | 70' |
| 24 | Centrocampista | Fernando Gorriarán | 84' |

| Anotado | 13' | Guido Rodríguez | 1:0 |

| Amonestado | 48'   | Giovani Lo Celso  |
| Amonestado | 75'   | Emiliano Martínez |
| Amonestado | 90+1' | Joaquín Correa    |

| Amonestado | 62' | Lucas Torreira |
| Amonestado | 90' | Brian Ocampo   |

| Árbitro             | Wilton Sampaio |
| Árbitros asistentes | Danilo Manis   |
| Árbitros asistentes | Bruno Pires    |
| Cuarto árbitro      | Juan Soto      |
| VAR                 | Wagner Reway   |
| Adicional VAR       | Rafael Traci   |
| Asesor de árbitros  | Omar Ponce     |

| 23         | Guardameta     | Emiliano Martínez |       |
| 26         | Defensa        | Nahuel Molina     |       |
| 13         | Defensa        | Cristian Romero   |       |
| 19         | Defensa        | Nicolás Otamendi  |       |
| 8          | Defensa        | Marcos Acuña      |       |
| 7          | Centrocampista | Rodrigo de Paul   | 90+3' |
| 18         | Centrocampista | Guido Rodríguez   |       |
| 20         | Centrocampista | Giovani Lo Celso  | 52'   |
| 10         | Delantero      | Lionel Messi      |       |
| 22         | Delantero      | Lautaro Martínez  | 52'   |
| 15         | Delantero      | Nicolás González  | 70'   |
| Entrenador | Entrenador     | Lionel Scaloni    |       |

| 1          | Guardameta     | Fernando Muslera   |     |
| 13         | Defensa        | Giovanni González  | 70' |
| 2          | Defensa        | José María Giménez |     |
| 3          | Defensa        | Diego Godín        |     |
| 17         | Defensa        | Matías Viña        |     |
| 15         | Centrocampista | Federico Valverde  | 84' |
| 6          | Centrocampista | Rodrigo Bentancur  | 46' |
| 14         | Centrocampista | Lucas Torreira     | 64' |
| 7          | Centrocampista | Nicolás de la Cruz | 65' |
| 9          | Delantero      | Luis Suárez        |     |
| 21         | Delantero      | Edinson Cavani     |     |
| Entrenador | Entrenador     | Óscar Tabárez      |     |

| 16 | Delantero      | Joaquín Correa    | 52'   |
| 14 | Centrocampista | Exequiel Palacios | 52'   |
| 11 | Delantero      | Ángel Di María    | 70'   |
| 6  | Centrocampista | Germán Pezzella   | 90+3' |

| 8  | Centrocampista | Nahitan Nández     | 46' |
| 5  | Centrocampista | Matías Vecino      | 64' |
| 26 | Delantero      | Brian Ocampo       | 65' |
| 25 | Centrocampista | Facundo Torres     | 70' |
| 24 | Centrocampista | Fernando Gorriarán | 84' |

| Anotado | 13' | Guido Rodríguez | 1:0 |

| Amonestado | 48'   | Giovani Lo Celso  |
| Amonestado | 75'   | Emiliano Martínez |
| Amonestado | 90+1' | Joaquín Correa    |

| Amonestado | 62' | Lucas Torreira |
| Amonestado | 90' | Brian Ocampo   |

| Árbitro             | Wilton Sampaio |
| Árbitros asistentes | Danilo Manis   |
| Árbitros asistentes | Bruno Pires    |
| Cuarto árbitro      | Juan Soto      |
| VAR                 | Wagner Reway   |
| Adicional VAR       | Rafael Traci   |
| Asesor de árbitros  | Omar Ponce     |

| Estadísticas      | Bandera de Argentina | Bandera de Uruguay |
| Tiros             | 9                    | 4                  |
| Tiros a puerta    | 6                    | 0                  |
| Faltas            | 11                   | 21                 |
| Saques de esquina | 8                    | 3                  |
| Penaltis          | 0                    | 0                  |
| Fueras de juego   | 1                    | 0                  |
| Posesión de balón | 45%                  | 55%                |

#### Argentina vs. Paraguay
| Jornada 3; 21 de junio | Argentina    | 1:0 (1:0) | Paraguay | Estadio Nacional, Brasilia                                                 |                                                                            |
| 21:00 (UTC-3)          | A. Gómez 10' | Reporte   |          | Asistencia: Sin espectadores Árbitro(s): Jesús Valenzuela VAR: Jhon Ospina | Asistencia: Sin espectadores Árbitro(s): Jesús Valenzuela VAR: Jhon Ospina |

| 23         | Guardameta     | Emiliano Martínez  |     |
| 26         | Defensa        | Nahuel Molina      |     |
| 13         | Defensa        | Cristian Romero    |     |
| 6          | Defensa        | Germán Pezzella    |     |
| 3          | Defensa        | Nicolás Tagliafico |     |
| 5          | Centrocampista | Leandro Paredes    | 81' |
| 18         | Centrocampista | Guido Rodríguez    |     |
| 24         | Centrocampista | Alejandro Gómez    | 72' |
| 10         | Delantero      | Lionel Messi       |     |
| 9          | Delantero      | Sergio Agüero      | 59' |
| 11         | Delantero      | Ángel Di María     | 81' |
| Entrenador | Entrenador     | Lionel Scaloni     |     |

| 1          | Guardameta     | Antony Silva        |     |
| 13         | Defensa        | Alberto Espínola    |     |
| 15         | Defensa        | Gustavo Gómez       |     |
| 6          | Defensa        | Junior Alonso       |     |
| 19         | Defensa        | Santiago Arzamendia |     |
| 14         | Centrocampista | Andrés Cubas        | 66' |
| 26         | Centrocampista | Robert Piris        | 82' |
| 17         | Centrocampista | Alejandro Romero    | 66' |
| 10         | Centrocampista | Miguel Almirón      |     |
| 11         | Centrocampista | Ángel Romero        | 87' |
| 9          | Delantero      | Gabriel Ávalos      | 87' |
| Entrenador | Entrenador     | Eduardo Berizzo     |     |

| 16 | Delantero      | Joaquín Correa    | 59' |
| 7  | Centrocampista | Rodrigo de Paul   | 72' |
| 17 | Centrocampista | Nicolás Domínguez | 81' |
| 21 | Delantero      | Ángel Correa      | 81' |

| 16 | Centrocampista | Ángel Cardozo   | 66' |
| 21 | Centrocampista | Óscar Romero    | 66' |
| 8  | Centrocampista | Richard Sánchez | 82' |
| 18 | Delantero      | Braian Samudio  | 87' |
| 7  | Delantero      | Carlos González | 87' |

| Anotado | 10' | Alejandro Gómez | 1:0 |

| Amonestado | 34' | Leandro Paredes |

| Amonestado | 16' | Gustavo Gómez |
| Amonestado | 78' | Ángel Cardozo |

| Árbitro             | Jesús Valenzuela |
| Árbitros asistentes | Carlos López     |
| Árbitros asistentes | Jorge Urrego     |
| Cuarto árbitro      | Alexis Herrera   |
| VAR                 | Jhon Ospina      |
| Adicional VAR       | Alexander Guzmán |
| Asesor de árbitros  | Omar Ponce       |

| 23         | Guardameta     | Emiliano Martínez  |     |
| 26         | Defensa        | Nahuel Molina      |     |
| 13         | Defensa        | Cristian Romero    |     |
| 6          | Defensa        | Germán Pezzella    |     |
| 3          | Defensa        | Nicolás Tagliafico |     |
| 5          | Centrocampista | Leandro Paredes    | 81' |
| 18         | Centrocampista | Guido Rodríguez    |     |
| 24         | Centrocampista | Alejandro Gómez    | 72' |
| 10         | Delantero      | Lionel Messi       |     |
| 9          | Delantero      | Sergio Agüero      | 59' |
| 11         | Delantero      | Ángel Di María     | 81' |
| Entrenador | Entrenador     | Lionel Scaloni     |     |

| 1          | Guardameta     | Antony Silva        |     |
| 13         | Defensa        | Alberto Espínola    |     |
| 15         | Defensa        | Gustavo Gómez       |     |
| 6          | Defensa        | Junior Alonso       |     |
| 19         | Defensa        | Santiago Arzamendia |     |
| 14         | Centrocampista | Andrés Cubas        | 66' |
| 26         | Centrocampista | Robert Piris        | 82' |
| 17         | Centrocampista | Alejandro Romero    | 66' |
| 10         | Centrocampista | Miguel Almirón      |     |
| 11         | Centrocampista | Ángel Romero        | 87' |
| 9          | Delantero      | Gabriel Ávalos      | 87' |
| Entrenador | Entrenador     | Eduardo Berizzo     |     |

| 16 | Delantero      | Joaquín Correa    | 59' |
| 7  | Centrocampista | Rodrigo de Paul   | 72' |
| 17 | Centrocampista | Nicolás Domínguez | 81' |
| 21 | Delantero      | Ángel Correa      | 81' |

| 16 | Centrocampista | Ángel Cardozo   | 66' |
| 21 | Centrocampista | Óscar Romero    | 66' |
| 8  | Centrocampista | Richard Sánchez | 82' |
| 18 | Delantero      | Braian Samudio  | 87' |
| 7  | Delantero      | Carlos González | 87' |

| Anotado | 10' | Alejandro Gómez | 1:0 |

| Amonestado | 34' | Leandro Paredes |

| Amonestado | 16' | Gustavo Gómez |
| Amonestado | 78' | Ángel Cardozo |

| Árbitro             | Jesús Valenzuela |
| Árbitros asistentes | Carlos López     |
| Árbitros asistentes | Jorge Urrego     |
| Cuarto árbitro      | Alexis Herrera   |
| VAR                 | Jhon Ospina      |
| Adicional VAR       | Alexander Guzmán |
| Asesor de árbitros  | Omar Ponce       |

| Estadísticas      | Bandera de Argentina | Bandera de Paraguay |
| Tiros             | 8                    | 10                  |
| Tiros a puerta    | 4                    | 2                   |
| Faltas            | 11                   | 23                  |
| Saques de esquina | 2                    | 9                   |
| Penaltis          | 0                    | 0                   |
| Fueras de juego   | 1                    | 2                   |
| Posesión de balón | 43%                  | 57%                 |

#### Bolivia vs. Argentina
| Jornada 5; 28 de junio | Bolivia      | 1:4 (0:3) | Argentina                                          | Arena Pantanal, Cuiabá                                                          |                                                                                 |
| 20:00 (UTC-4)          | Saavedra 60' | Reporte   | A. Gómez 6' · Messi 33' (pen.), 42' · Martínez 64' | Asistencia: Sin espectadores Árbitro(s): Andrés Rojas VAR: De Burgos Bengoetxea | Asistencia: Sin espectadores Árbitro(s): Andrés Rojas VAR: De Burgos Bengoetxea |

| 1          | Guardameta     | Carlos Lampe      |     |
| 16         | Defensa        | Erwin Saavedra    | 85' |
| 4          | Defensa        | Luis Haquín       |     |
| 5          | Defensa        | Adrian Jusino     |     |
| 17         | Defensa        | Roberto Fernández | 81' |
| 6          | Centrocampista | Leonel Justiniano |     |
| 25         | Centrocampista | Jeyson Chura      | 61' |
| 20         | Centrocampista | Ramiro Vaca       |     |
| 15         | Centrocampista | Boris Céspedes    | 61' |
| 8          | Centrocampista | Diego Bejarano    |     |
| 18         | Delantero      | Gilbert Álvarez   | 61' |
| Entrenador | Entrenador     | César Farías      |     |

| 1          | Guardameta     | Franco Armani     |     |
| 4          | Defensa        | Gonzalo Montiel   |     |
| 6          | Defensa        | Germán Pezzella   |     |
| 25         | Defensa        | Lisandro Martínez |     |
| 8          | Defensa        | Marcos Acuña      |     |
| 18         | Centrocampista | Guido Rodríguez   | 71' |
| 14         | Centrocampista | Exequiel Palacios | 71' |
| 21         | Centrocampista | Ángel Correa      | 64' |
| 10         | Centrocampista | Lionel Messi      |     |
| 24         | Centrocampista | Alejandro Gómez   | 56' |
| 9          | Delantero      | Sergio Agüero     | 63' |
| Entrenador | Entrenador     | Lionel Scaloni    |     |

| 11 | Delantero      | Rodrigo Ramallo   | 61' |
| 10 | Delantero      | Henry Vaca        | 61' |
| 3  | Defensa        | José Sagredo      | 61' |
| 13 | Centrocampista | Diego Wayar       | 81' |
| 14 | Centrocampista | Moisés Villarroel | 85' |

| 27 | Delantero      | Julián Álvarez    | 56' |
| 22 | Delantero      | Lautaro Martínez  | 63' |
| 20 | Centrocampista | Giovani Lo Celso  | 64' |
| 5  | Centrocampista | Leandro Paredes   | 71' |
| 17 | Centrocampista | Nicolás Domínguez | 71' |

| Anotado | 60' | Erwin Saavedra | 1:3 |

| Anotado         | 6'  | Alejandro Gómez  | 0:1 |
| Anotado · Penal | 33' | Lionel Messi     | 0:2 |
| Anotado         | 42' | Lionel Messi     | 0:3 |
| Anotado         | 64' | Lautaro Martínez | 1:4 |

| Amonestado | 86'   | Rodrigo Ramallo |
| Amonestado | 90+2' | Diego Wayar     |

| Amonestado | 90' | Marcos Acuña |

| Árbitro             | Andrés Rojas                 |
| Árbitros asistentes | Jhon León                    |
| Árbitros asistentes | Jonny Bossio                 |
| Cuarto árbitro      | Diego Haro                   |
| VAR                 | Ricardo de Burgos Bengoetxea |
| Adicional VAR       | Alexander Guzmán             |
| Asesor de árbitros  | Roberto Perassi              |

| 1          | Guardameta     | Carlos Lampe      |     |
| 16         | Defensa        | Erwin Saavedra    | 85' |
| 4          | Defensa        | Luis Haquín       |     |
| 5          | Defensa        | Adrian Jusino     |     |
| 17         | Defensa        | Roberto Fernández | 81' |
| 6          | Centrocampista | Leonel Justiniano |     |
| 25         | Centrocampista | Jeyson Chura      | 61' |
| 20         | Centrocampista | Ramiro Vaca       |     |
| 15         | Centrocampista | Boris Céspedes    | 61' |
| 8          | Centrocampista | Diego Bejarano    |     |
| 18         | Delantero      | Gilbert Álvarez   | 61' |
| Entrenador | Entrenador     | César Farías      |     |

| 1          | Guardameta     | Franco Armani     |     |
| 4          | Defensa        | Gonzalo Montiel   |     |
| 6          | Defensa        | Germán Pezzella   |     |
| 25         | Defensa        | Lisandro Martínez |     |
| 8          | Defensa        | Marcos Acuña      |     |
| 18         | Centrocampista | Guido Rodríguez   | 71' |
| 14         | Centrocampista | Exequiel Palacios | 71' |
| 21         | Centrocampista | Ángel Correa      | 64' |
| 10         | Centrocampista | Lionel Messi      |     |
| 24         | Centrocampista | Alejandro Gómez   | 56' |
| 9          | Delantero      | Sergio Agüero     | 63' |
| Entrenador | Entrenador     | Lionel Scaloni    |     |

| 11 | Delantero      | Rodrigo Ramallo   | 61' |
| 10 | Delantero      | Henry Vaca        | 61' |
| 3  | Defensa        | José Sagredo      | 61' |
| 13 | Centrocampista | Diego Wayar       | 81' |
| 14 | Centrocampista | Moisés Villarroel | 85' |

| 27 | Delantero      | Julián Álvarez    | 56' |
| 22 | Delantero      | Lautaro Martínez  | 63' |
| 20 | Centrocampista | Giovani Lo Celso  | 64' |
| 5  | Centrocampista | Leandro Paredes   | 71' |
| 17 | Centrocampista | Nicolás Domínguez | 71' |

| Anotado | 60' | Erwin Saavedra | 1:3 |

| Anotado         | 6'  | Alejandro Gómez  | 0:1 |
| Anotado · Penal | 33' | Lionel Messi     | 0:2 |
| Anotado         | 42' | Lionel Messi     | 0:3 |
| Anotado         | 64' | Lautaro Martínez | 1:4 |

| Amonestado | 86'   | Rodrigo Ramallo |
| Amonestado | 90+2' | Diego Wayar     |

| Amonestado | 90' | Marcos Acuña |

| Árbitro             | Andrés Rojas                 |
| Árbitros asistentes | Jhon León                    |
| Árbitros asistentes | Jonny Bossio                 |
| Cuarto árbitro      | Diego Haro                   |
| VAR                 | Ricardo de Burgos Bengoetxea |
| Adicional VAR       | Alexander Guzmán             |
| Asesor de árbitros  | Roberto Perassi              |

| Estadísticas      | Bandera de Bolivia | Bandera de Argentina |
| Tiros             | 5                  | 18                   |
| Tiros a puerta    | 2                  | 13                   |
| Faltas            | 11                 | 7                    |
| Saques de esquina | 2                  | 4                    |
| Penaltis          | 0                  | 1                    |
| Fueras de juego   | 2                  | 3                    |
| Posesión de balón | 32%                | 68%                  |

### Cuartos de final

#### Argentina vs. Ecuador
| Cuartos de final; 3 de julio | Argentina                                | 3:0 (1:0) | Ecuador | Estadio Olímpico, Goiânia                                                 |                                                                           |
| 22:00 (UTC-3)                | De Paul 40' · Martínez 84' · Messi 90+3' | Reporte   |         | Asistencia: Sin espectadores Árbitro(s): Wilton Sampaio VAR: Wagner Reway | Asistencia: Sin espectadores Árbitro(s): Wilton Sampaio VAR: Wagner Reway |

| 23         | Guardameta     | Emiliano Martínez |       |
| 26         | Defensa        | Nahuel Molina     |       |
| 6          | Defensa        | Germán Pezzella   |       |
| 19         | Defensa        | Nicolás Otamendi  |       |
| 8          | Defensa        | Marcos Acuña      |       |
| 7          | Centrocampista | Rodrigo de Paul   |       |
| 5          | Centrocampista | Leandro Paredes   | 71'   |
| 20         | Centrocampista | Giovani Lo Celso  | 71'   |
| 10         | Delantero      | Lionel Messi      |       |
| 22         | Delantero      | Lautaro Martínez  | 90+4' |
| 15         | Delantero      | Nicolás González  | 83'   |
| Entrenador | Entrenador     | Lionel Scaloni    |       |

| 1          | Guardameta     | Hernán Galíndez  |     |
| 17         | Defensa        | Angelo Preciado  | 83' |
| 3          | Defensa        | Piero Hincapié   |     |
| 4          | Defensa        | Robert Arboleda  |     |
| 7          | Defensa        | Pervis Estupiñán |     |
| 15         | Centrocampista | Ángel Mena       |     |
| 20         | Centrocampista | Jhegson Méndez   |     |
| 21         | Centrocampista | Alan Franco      | 70' |
| 10         | Centrocampista | Carlos Gruezo    | 46' |
| 27         | Centrocampista | Diego Palacios   | 46' |
| 13         | Delantero      | Enner Valencia   |     |
| Entrenador | Entrenador     | Gustavo Alfaro   |     |

| 18 | Centrocampista | Guido Rodríguez    | 71'   |
| 11 | Delantero      | Ángel Di María     | 71'   |
| 3  | Defensa        | Nicolás Tagliafico | 83'   |
| 9  | Delantero      | Sergio Agüero      | 90+4' |

| 11 | Delantero      | Michael Estrada  | 46' |
| 19 | Delantero      | Gonzalo Plata    | 46' |
| 23 | Centrocampista | Moisés Caicedo   | 70' |
| 9  | Delantero      | Leonardo Campana | 83' |

| Anotado | 40'   | Rodrigo de Paul  | 1:0 |
| Anotado | 84'   | Lautaro Martínez | 2:0 |
| Anotado | 90+3' | Lionel Messi     | 3:0 |

| Amonestado | 45+4' | Nicolás Otamendi |
| Amonestado | 66'   | Nicolás González |

| Amonestado | 20'   | Angelo Preciado  |
| Amonestado | 31'   | Alan Franco      |
| Amonestado | 44'   | Pervis Estupiñán |
| Expulsado  | 90+2' | Piero Hincapié   |

| Árbitro             | Wilton Sampaio      |
| Árbitros asistentes | Danilo Manis        |
| Árbitros asistentes | Bruno Pires         |
| Cuarto árbitro      | Víctor Carrillo     |
| VAR                 | Wagner Reway        |
| Adicionales VAR     | Rafael Traci        |
| Adicionales VAR     | Eduardo Cardozo     |
| Asesor de árbitros  | Emerson de Carvalho |

| 23         | Guardameta     | Emiliano Martínez |       |
| 26         | Defensa        | Nahuel Molina     |       |
| 6          | Defensa        | Germán Pezzella   |       |
| 19         | Defensa        | Nicolás Otamendi  |       |
| 8          | Defensa        | Marcos Acuña      |       |
| 7          | Centrocampista | Rodrigo de Paul   |       |
| 5          | Centrocampista | Leandro Paredes   | 71'   |
| 20         | Centrocampista | Giovani Lo Celso  | 71'   |
| 10         | Delantero      | Lionel Messi      |       |
| 22         | Delantero      | Lautaro Martínez  | 90+4' |
| 15         | Delantero      | Nicolás González  | 83'   |
| Entrenador | Entrenador     | Lionel Scaloni    |       |

| 1          | Guardameta     | Hernán Galíndez  |     |
| 17         | Defensa        | Angelo Preciado  | 83' |
| 3          | Defensa        | Piero Hincapié   |     |
| 4          | Defensa        | Robert Arboleda  |     |
| 7          | Defensa        | Pervis Estupiñán |     |
| 15         | Centrocampista | Ángel Mena       |     |
| 20         | Centrocampista | Jhegson Méndez   |     |
| 21         | Centrocampista | Alan Franco      | 70' |
| 10         | Centrocampista | Carlos Gruezo    | 46' |
| 27         | Centrocampista | Diego Palacios   | 46' |
| 13         | Delantero      | Enner Valencia   |     |
| Entrenador | Entrenador     | Gustavo Alfaro   |     |

| 18 | Centrocampista | Guido Rodríguez    | 71'   |
| 11 | Delantero      | Ángel Di María     | 71'   |
| 3  | Defensa        | Nicolás Tagliafico | 83'   |
| 9  | Delantero      | Sergio Agüero      | 90+4' |

| 11 | Delantero      | Michael Estrada  | 46' |
| 19 | Delantero      | Gonzalo Plata    | 46' |
| 23 | Centrocampista | Moisés Caicedo   | 70' |
| 9  | Delantero      | Leonardo Campana | 83' |

| Anotado | 40'   | Rodrigo de Paul  | 1:0 |
| Anotado | 84'   | Lautaro Martínez | 2:0 |
| Anotado | 90+3' | Lionel Messi     | 3:0 |

| Amonestado | 45+4' | Nicolás Otamendi |
| Amonestado | 66'   | Nicolás González |

| Amonestado | 20'   | Angelo Preciado  |
| Amonestado | 31'   | Alan Franco      |
| Amonestado | 44'   | Pervis Estupiñán |
| Expulsado  | 90+2' | Piero Hincapié   |

| Árbitro             | Wilton Sampaio      |
| Árbitros asistentes | Danilo Manis        |
| Árbitros asistentes | Bruno Pires         |
| Cuarto árbitro      | Víctor Carrillo     |
| VAR                 | Wagner Reway        |
| Adicionales VAR     | Rafael Traci        |
| Adicionales VAR     | Eduardo Cardozo     |
| Asesor de árbitros  | Emerson de Carvalho |

| Estadísticas      | Bandera de Argentina | Bandera de Ecuador |
| Tiros             | 21                   | 10                 |
| Tiros a puerta    | 8                    | 2                  |
| Faltas            | 16                   | 14                 |
| Saques de esquina | 6                    | 10                 |
| Penaltis          | 0                    | 0                  |
| Fueras de juego   | 1                    | 4                  |
| Posesión de balón | 46%                  | 54%                |

### Semifinales

#### Argentina vs. Colombia
| Semifinales; 6 de julio                                                       | Argentina                               | 1:1 (1:0) (3:2 p.)         | Colombia                                    | Estadio Nacional, Brasilia                                                    |                                                                               |
| 22:00 (UTC-3)                                                                 | L. Martínez 7'                          | Reporte                    | L. Díaz 61'                                 | Asistencia: Sin espectadores Árbitro(s): Jesús Valenzuela VAR: Julio Bascuñán | Asistencia: Sin espectadores Árbitro(s): Jesús Valenzuela VAR: Julio Bascuñán |
|                                                                               |                                         | Tiros desde el punto penal |                                             |                                                                               |                                                                               |
|                                                                               | Messi · De Paul · Paredes · L. Martínez |                            | Cuadrado · Sánchez · Mina · Borja · Cardona |                                                                               |                                                                               |
| Argentina avanzó a la Final tras ganar 3:2 en los tiros desde el punto penal. |                                         |                            |                                             |                                                                               |                                                                               |

| 23         | Guardameta     | Emiliano Martínez  |     |
| 26         | Defensa        | Nahuel Molina      | 46' |
| 6          | Defensa        | Germán Pezzella    |     |
| 19         | Defensa        | Nicolás Otamendi   |     |
| 3          | Defensa        | Nicolás Tagliafico |     |
| 7          | Centrocampista | Rodrigo de Paul    |     |
| 18         | Centrocampista | Guido Rodríguez    |     |
| 20         | Centrocampista | Giovani Lo Celso   | 56' |
| 10         | Delantero      | Lionel Messi       |     |
| 22         | Delantero      | Lautaro Martínez   |     |
| 15         | Delantero      | Nicolás González   | 67' |
| Entrenador | Entrenador     | Lionel Scaloni     |     |

| 1          | Guardameta     | David Ospina     |     |
| 16         | Defensa        | Daniel Muñoz     |     |
| 13         | Defensa        | Yerry Mina       |     |
| 23         | Defensa        | Davinson Sánchez |     |
| 6          | Defensa        | William Tesillo  | 46' |
| 18         | Centrocampista | Rafael Borré     | 46' |
| 5          | Centrocampista | Wilmar Barrios   |     |
| 8          | Centrocampista | Gustavo Cuéllar  | 46' |
| 14         | Centrocampista | Luis Díaz        |     |
| 11         | Delantero      | Juan Cuadrado    |     |
| 7          | Delantero      | Duván Zapata     | 60' |
| Entrenador | Entrenador     | Reinaldo Rueda   |     |

| 4  | Defensa        | Gonzalo Montiel | 46' |
| 5  | Centrocampista | Leandro Paredes | 56' |
| 11 | Delantero      | Ángel Di María  | 67' |

| 10 | Centrocampista | Edwin Cardona | 46' |
| 26 | Centrocampista | Frank Fabra   | 46' |
| 28 | Delantero      | Yimmi Chará   | 46' |
| 19 | Delantero      | Miguel Borja  | 60' |

| Anotado | 7' | Lautaro Martínez | 1:0 |

| Anotado | 61' | Luis Díaz | 1:1 |

|                  |                           | 0:1 | Acierto de penal         | Juan Cuadrado    |
| Lionel Messi     | Acierto de penal          | 1:1 |                          |                  |
|                  |                           | 1:1 | Fallo de penal (atajado) | Davinson Sánchez |
| Rodrigo de Paul  | Fallo de penal (desviado) | 1:1 |                          |                  |
|                  |                           | 1:1 | Fallo de penal (atajado) | Yerry Mina       |
| Leandro Paredes  | Acierto de penal          | 2:1 |                          |                  |
|                  |                           | 2:2 | Acierto de penal         | Miguel Borja     |
| Lautaro Martínez | Acierto de penal          | 3:2 |                          |                  |
|                  |                           | 3:2 | Fallo de penal (atajado) | Edwin Cardona    |

| Amonestado | 21'   | Giovani Lo Celso |
| Amonestado | 72'   | Gonzalo Montiel  |
| Amonestado | 87'   | Guido Rodríguez  |
| Amonestado | 90+1' | Germán Pezzella  |

| Amonestado | 45+4' | Juan Cuadrado  |
| Amonestado | 55'   | Frank Fabra    |
| Amonestado | 63'   | Miguel Borja   |
| Amonestado | 75'   | Daniel Muñoz   |
| Amonestado | 86'   | Edwin Cardona  |
| Amonestado | 88'   | Wilmar Barrios |

| Árbitro             | Jesús Valenzuela |
| Árbitros asistentes | Carlos López     |
| Árbitros asistentes | Jorge Urrego     |
| Cuarto árbitro      | Juan Soto        |
| Quinto árbitro      | Byron Romero     |
| VAR                 | Julio Bascuñán   |
| Adicionales VAR     | Cristián Garay   |
| Adicionales VAR     | Eduardo Cardozo  |
| Asesor de árbitros  | Enrique Cáceres  |

| 23         | Guardameta     | Emiliano Martínez  |     |
| 26         | Defensa        | Nahuel Molina      | 46' |
| 6          | Defensa        | Germán Pezzella    |     |
| 19         | Defensa        | Nicolás Otamendi   |     |
| 3          | Defensa        | Nicolás Tagliafico |     |
| 7          | Centrocampista | Rodrigo de Paul    |     |
| 18         | Centrocampista | Guido Rodríguez    |     |
| 20         | Centrocampista | Giovani Lo Celso   | 56' |
| 10         | Delantero      | Lionel Messi       |     |
| 22         | Delantero      | Lautaro Martínez   |     |
| 15         | Delantero      | Nicolás González   | 67' |
| Entrenador | Entrenador     | Lionel Scaloni     |     |

| 1          | Guardameta     | David Ospina     |     |
| 16         | Defensa        | Daniel Muñoz     |     |
| 13         | Defensa        | Yerry Mina       |     |
| 23         | Defensa        | Davinson Sánchez |     |
| 6          | Defensa        | William Tesillo  | 46' |
| 18         | Centrocampista | Rafael Borré     | 46' |
| 5          | Centrocampista | Wilmar Barrios   |     |
| 8          | Centrocampista | Gustavo Cuéllar  | 46' |
| 14         | Centrocampista | Luis Díaz        |     |
| 11         | Delantero      | Juan Cuadrado    |     |
| 7          | Delantero      | Duván Zapata     | 60' |
| Entrenador | Entrenador     | Reinaldo Rueda   |     |

| 4  | Defensa        | Gonzalo Montiel | 46' |
| 5  | Centrocampista | Leandro Paredes | 56' |
| 11 | Delantero      | Ángel Di María  | 67' |

| 10 | Centrocampista | Edwin Cardona | 46' |
| 26 | Centrocampista | Frank Fabra   | 46' |
| 28 | Delantero      | Yimmi Chará   | 46' |
| 19 | Delantero      | Miguel Borja  | 60' |

| Anotado | 7' | Lautaro Martínez | 1:0 |

| Anotado | 61' | Luis Díaz | 1:1 |

|                  |                           | 0:1 | Acierto de penal         | Juan Cuadrado    |
| Lionel Messi     | Acierto de penal          | 1:1 |                          |                  |
|                  |                           | 1:1 | Fallo de penal (atajado) | Davinson Sánchez |
| Rodrigo de Paul  | Fallo de penal (desviado) | 1:1 |                          |                  |
|                  |                           | 1:1 | Fallo de penal (atajado) | Yerry Mina       |
| Leandro Paredes  | Acierto de penal          | 2:1 |                          |                  |
|                  |                           | 2:2 | Acierto de penal         | Miguel Borja     |
| Lautaro Martínez | Acierto de penal          | 3:2 |                          |                  |
|                  |                           | 3:2 | Fallo de penal (atajado) | Edwin Cardona    |

| Amonestado | 21'   | Giovani Lo Celso |
| Amonestado | 72'   | Gonzalo Montiel  |
| Amonestado | 87'   | Guido Rodríguez  |
| Amonestado | 90+1' | Germán Pezzella  |

| Amonestado | 45+4' | Juan Cuadrado  |
| Amonestado | 55'   | Frank Fabra    |
| Amonestado | 63'   | Miguel Borja   |
| Amonestado | 75'   | Daniel Muñoz   |
| Amonestado | 86'   | Edwin Cardona  |
| Amonestado | 88'   | Wilmar Barrios |

| Árbitro             | Jesús Valenzuela |
| Árbitros asistentes | Carlos López     |
| Árbitros asistentes | Jorge Urrego     |
| Cuarto árbitro      | Juan Soto        |
| Quinto árbitro      | Byron Romero     |
| VAR                 | Julio Bascuñán   |
| Adicionales VAR     | Cristián Garay   |
| Adicionales VAR     | Eduardo Cardozo  |
| Asesor de árbitros  | Enrique Cáceres  |

| Estadísticas      | Bandera de Argentina | Bandera de Colombia |
| Tiros             | 13                   | 14                  |
| Tiros a puerta    | 4                    | 4                   |
| Faltas            | 20                   | 27                  |
| Saques de esquina | 5                    | 3                   |
| Penaltis          | 0                    | 0                   |
| Fueras de juego   | 0                    | 1                   |
| Posesión de balón | 49%                  | 51%                 |

### Final

#### Argentina vs. Brasil
| Final; 10 de julio | Argentina    | 1:0 (1:0) | Brasil | Estadio Maracaná, Río de Janeiro               |                                                |
| 21:00 (UTC-3)      | Di María 22' | Reporte   |        | Árbitro(s): Esteban Ostojich VAR: Andrés Cunha | Árbitro(s): Esteban Ostojich VAR: Andrés Cunha |

| 23         | Guardameta     | Emiliano Martínez |         |
| 4          | Defensa        | Gonzalo Montiel   |         |
| 13         | Defensa        | Cristian Romero   | 79'     |
| 19         | Defensa        | Nicolás Otamendi  |         |
| 8          | Defensa        | Marcos Acuña      |         |
| 7          | Centrocampista | Rodrigo de Paul   |         |
| 5          | Centrocampista | Leandro Paredes   | 54'     |
| 20         | Centrocampista | Giovani Lo Celso  | 63'     |
| 10         | Delantero      | Lionel Messi      | Capitán |
| 22         | Delantero      | Lautaro Martínez  | 79'     |
| 11         | Delantero      | Ángel Di María    | 79'     |
| Entrenador | Entrenador     | Lionel Scaloni    |         |

| 23         | Guardameta     | Ederson       |     |
| 2          | Defensa        | Danilo        |     |
| 4          | Defensa        | Marquinhos    |     |
| 3          | Defensa        | Thiago Silva  |     |
| 16         | Defensa        | Renan Lodi    | 74' |
| 5          | Centrocampista | Casemiro      |     |
| 8          | Centrocampista | Fred          | 46' |
| 7          | Centrocampista | Richarlison   |     |
| 17         | Centrocampista | Lucas Paquetá | 74' |
| 19         | Centrocampista | Éverton       | 63' |
| 10         | Delantero      | Neymar        |     |
| Entrenador | Entrenador     | Tite          |     |

| 18 | Centrocampista | Guido Rodríguez    | 54' |
| 3  | Defensa        | Nicolás Tagliafico | 63' |
| 14 | Centrocampista | Exequiel Palacios  | 79' |
| 6  | Defensa        | Germán Pezzella    | 79' |
| 15 | Delantero      | Nicolás González   | 79' |

| 20 | Delantero | Roberto Firmino | 46' |
| 18 | Delantero | Vinícius Júnior | 63' |
| 13 | Defensa   | Emerson         | 74' |
| 21 | Delantero | Gabriel Barbosa | 74' |

| Anotado | 22' | Ángel Di María | 1:0 |

| Amonestado | 33' | Leandro Paredes  |
| Amonestado | 51' | Giovani Lo Celso |
| Amonestado | 68' | Rodrigo de Paul  |
| Amonestado | 81' | Nicolás Otamendi |
| Amonestado | 89' | Gonzalo Montiel  |

| Amonestado | 3'  | Fred          |
| Amonestado | 70' | Renan Lodi    |
| Amonestado | 72' | Lucas Paquetá |
| Amonestado | 82' | Marquinhos    |

| Árbitro             | Esteban Ostojich |
| Árbitros asistentes | Carlos Barreiro  |
| Árbitros asistentes | Martín Soppi     |
| Cuarto árbitro      | Diego Haro       |
| Quinto árbitro      | José Antelo      |
| VAR                 | Andrés Cunha     |
| Adicionales VAR     | Daniel Fedorczuk |
| Adicionales VAR     | Alexander Guzmán |
| Adicionales VAR     | Jhon Ospina      |
| Asesor de árbitros  | Ubaldo Aquino    |

| 23         | Guardameta     | Emiliano Martínez |         |
| 4          | Defensa        | Gonzalo Montiel   |         |
| 13         | Defensa        | Cristian Romero   | 79'     |
| 19         | Defensa        | Nicolás Otamendi  |         |
| 8          | Defensa        | Marcos Acuña      |         |
| 7          | Centrocampista | Rodrigo de Paul   |         |
| 5          | Centrocampista | Leandro Paredes   | 54'     |
| 20         | Centrocampista | Giovani Lo Celso  | 63'     |
| 10         | Delantero      | Lionel Messi      | Capitán |
| 22         | Delantero      | Lautaro Martínez  | 79'     |
| 11         | Delantero      | Ángel Di María    | 79'     |
| Entrenador | Entrenador     | Lionel Scaloni    |         |

| 23         | Guardameta     | Ederson       |     |
| 2          | Defensa        | Danilo        |     |
| 4          | Defensa        | Marquinhos    |     |
| 3          | Defensa        | Thiago Silva  |     |
| 16         | Defensa        | Renan Lodi    | 74' |
| 5          | Centrocampista | Casemiro      |     |
| 8          | Centrocampista | Fred          | 46' |
| 7          | Centrocampista | Richarlison   |     |
| 17         | Centrocampista | Lucas Paquetá | 74' |
| 19         | Centrocampista | Éverton       | 63' |
| 10         | Delantero      | Neymar        |     |
| Entrenador | Entrenador     | Tite          |     |

| 18 | Centrocampista | Guido Rodríguez    | 54' |
| 3  | Defensa        | Nicolás Tagliafico | 63' |
| 14 | Centrocampista | Exequiel Palacios  | 79' |
| 6  | Defensa        | Germán Pezzella    | 79' |
| 15 | Delantero      | Nicolás González   | 79' |

| 20 | Delantero | Roberto Firmino | 46' |
| 18 | Delantero | Vinícius Júnior | 63' |
| 13 | Defensa   | Emerson         | 74' |
| 21 | Delantero | Gabriel Barbosa | 74' |

| Anotado | 22' | Ángel Di María | 1:0 |

| Amonestado | 33' | Leandro Paredes  |
| Amonestado | 51' | Giovani Lo Celso |
| Amonestado | 68' | Rodrigo de Paul  |
| Amonestado | 81' | Nicolás Otamendi |
| Amonestado | 89' | Gonzalo Montiel  |

| Amonestado | 3'  | Fred          |
| Amonestado | 70' | Renan Lodi    |
| Amonestado | 72' | Lucas Paquetá |
| Amonestado | 82' | Marquinhos    |

| Árbitro             | Esteban Ostojich |
| Árbitros asistentes | Carlos Barreiro  |
| Árbitros asistentes | Martín Soppi     |
| Cuarto árbitro      | Diego Haro       |
| Quinto árbitro      | José Antelo      |
| VAR                 | Andrés Cunha     |
| Adicionales VAR     | Daniel Fedorczuk |
| Adicionales VAR     | Alexander Guzmán |
| Adicionales VAR     | Jhon Ospina      |
| Asesor de árbitros  | Ubaldo Aquino    |

| Estadísticas      | Bandera de Argentina | Bandera de Brasil |
| Tiros             | 6                    | 13                |
| Tiros a puerta    | 2                    | 2                 |
| Faltas            | 19                   | 22                |
| Saques de esquina | 1                    | 4                 |
| Penaltis          | 0                    | 0                 |
| Fueras de juego   | 0                    | 3                 |
| Posesión de balón | 40%                  | 60%               |

## Resultado
|                                |
| Bandera de Argentina           |
| Campeón Argentina 15.to título |

## Estadísticas

### Goleadores
| #     | Jugador          | Anotado | PJ | Prom. | Jugada | Cabeza | Tiro libre | Penal |
| ----- | ---------------- | ------- | -- | ----- | ------ | ------ | ---------- | ----- |
| 1     | Lionel Messi     | 4       | 7  | 0.57  | 1      | 0      | 2          | 1     |
| 2     | Lautaro Martínez | 3       | 6  | 0.5   | 3      | 0      | 0          | 0     |
| 3     | Alejandro Gómez  | 2       | 2  | 1     | 2      | 0      | 0          | 0     |
| 4     | Ángel Di María   | 1       | 6  | 0.17  | 1      | 0      | 0          | 0     |
|       | Guido Rodríguez  | 1       | 6  | 0.17  | 0      | 1      | 0          | 0     |
|       | Rodrigo de Paul  | 1       | 6  | 0.17  | 1      | 0      | 0          | 0     |
| Total | Total            | 12      | 7  | 1.71  | 8      | 1      | 2          | 1     |

### Asistencias
| #     | Jugador         | Asistencia | Jugada | Cabeza | Tiro libre | Saque de esquina |
| ----- | --------------- | ---------- | ------ | ------ | ---------- | ---------------- |
| 1     | Lionel Messi    | 5          | 5      | 0      | 0          | 0                |
| 2     | Ángel Di María  | 1          | 1      | 0      | 0          | 0                |
|       | Rodrigo de Paul | 1          | 1      | 0      | 0          | 0                |
|       | Sergio Agüero   | 1          | 1      | 0      | 0          | 0                |
| Total | Total           | 8          | 8      | 0      | 0          | 0                |

### Tarjetas disciplinarias

#### Fase de grupos
| #     | Jugador               | Amonestado | Otorgado · Expulsado | Expulsado | Sanción |
| ----- | --------------------- | ---------- | -------------------- | --------- | ------- |
| 1     | Emiliano Martínez     | 1          | 0                    | 0         |         |
| 1     | Giovani Lo Celso      | 1          | 0                    | 0         |         |
| 1     | Joaquín Correa        | 1          | 0                    | 0         |         |
| 1     | Leandro Paredes       | 1          | 0                    | 0         |         |
| 1     | Lucas Martínez Quarta | 1          | 0                    | 0         |         |
| 1     | Lautaro Martínez      | 1          | 0                    | 0         |         |
| 1     | Marcos Acuña          | 1          | 0                    | 0         |         |
| Total | Total                 | 7          | 0                    | 0         |         |

#### Segunda fase
| #     | Jugador          | Amonestado | Otorgado · Expulsado | Expulsado | Sanción |
| ----- | ---------------- | ---------- | -------------------- | --------- | ------- |
| 1     | Giovani Lo Celso | 2          | 0                    | 0         |         |
| 1     | Gonzalo Montiel  | 2          | 0                    | 0         |         |
| 1     | Nicolás Otamendi | 2          | 0                    | 0         |         |
| 2     | Germán Pezzella  | 1          | 0                    | 0         |         |
| 2     | Guido Rodríguez  | 1          | 0                    | 0         |         |
| 2     | Nicolás González | 1          | 0                    | 0         |         |
| 2     | Leandro Paredes  | 1          | 0                    | 0         |         |
| 2     | Rodrigo de Paul  | 1          | 0                    | 0         |         |
| Total | Total            | 11         | 0                    | 0         |         |